# コムエアー
コムエアーはかつてデルタ航空の完全子会社として小型機を運航していた地域航空会社。アメリカ合衆国ケンタッキー州のシンシナティ・ノーザンケンタッキー国際空港に本部を置いていた。一時は10億ドル以上の歳入規模を持つ世界最大級の地域航空会社であり、搭乗者数100に満たない小型機のみを所有するという点を除けば大手航空会社といってもよかった。デルタ・コネクションのブランド名で、アメリカ合衆国・カナダ・メキシコ・バハマの多数の都市へ就航していた。

## 歴史

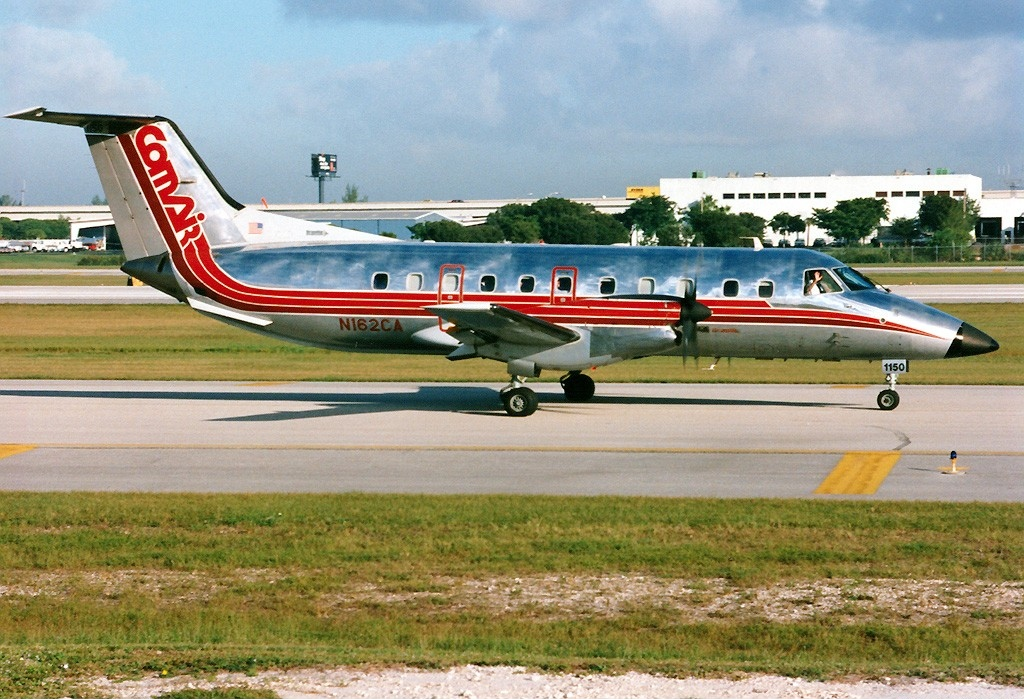
エンブラエル EMB-120

コムエアーは1977年3月にシンシナティのPatrick J. Sowers・Robert T. Tranter・David Muellerとその父Raymondによって設立され、4月に3機のパイパー社製PA-31ナバホで定期運航を開始した。1981年7月に航空機を増備する資本を調達するために株式を公開した。1984年デルタ・コネクションに参加。デルタ航空は1986年7月に株式の20%を獲得し、1999年10月22日に約23億ドルをかけて完全子会社とした。
2001年3月26日、コムエアーのパイロットたちはストライキを実施。このストライキでコムエアーのフライトは欠航となり、89日後に新たな契約が合意されるまで継続した。

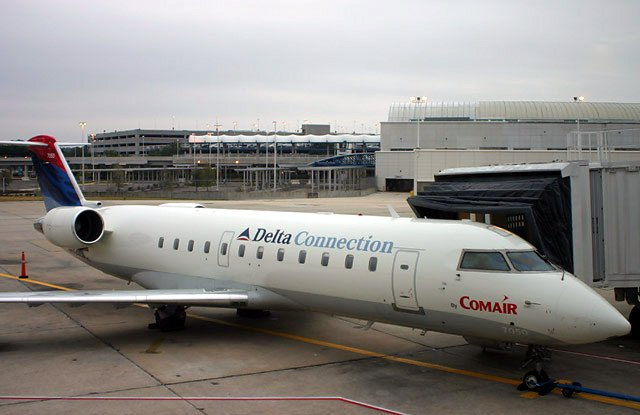
2004年12月25日ジャクソンビル国際空港で足止め中のコムエアー所有 CRJ-100ER

2004年のクリスマスの週末（25・26日）には1160便全てを欠航させ3万人を足止めし、アメリカ合衆国の全国的な注目を集めた。これは記録的な雪と乗員をやりくりするソフトウェアの欠陥とが重なった結果であった。12月23・24日、シンシナティ一帯は記録的な降雪に見舞われ、凍結防止液の供給が枯渇してしまった。吹雪のために高速道路が閉鎖され配送もできなかったため、コムエアーは24日始発から全ての便を欠航せざるを得なかった。夜通しで供給を受けた後始業の手続きを始めたが、乗員を割り振るコンピュータシステムが停止した。このシステムは1月ごとに交替させるように設計されていたが、その期限は前日の悪天候のせいでとうに過ぎてしまっていた。皮肉なことにこのソフトウェアはより性能の良いシステムに交換させる過程であったのだが、2008年5月時点ではまだ交換されていない。
2005年9月14日、親会社であるデルタ航空が11章破産の手続きを取り、コムエアーも共に破産に追い込まれた。コムエアーは航空機・航空便・従業員の削減による年7000万ドルのコスト削減を発表した。2007年以降に運航数が次第に削減され、2009年にはデルタ系列航空会社の地上部門統合が行われ、規模を縮小していった後、2012年9月29日をもって運航終了となった。

## 保有機材

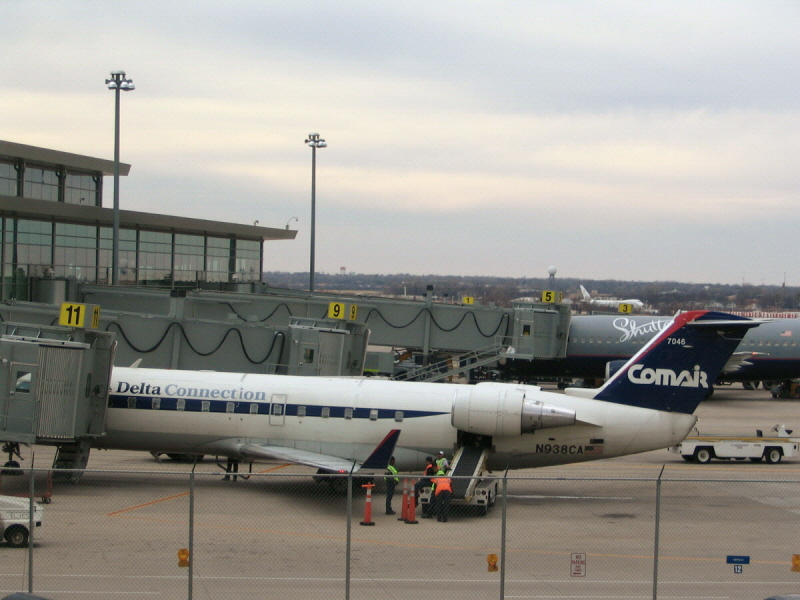
尾翼に旧ロゴをつけたコムエアー所有 CRJ-100ER（オクラホマ国際空港にて）

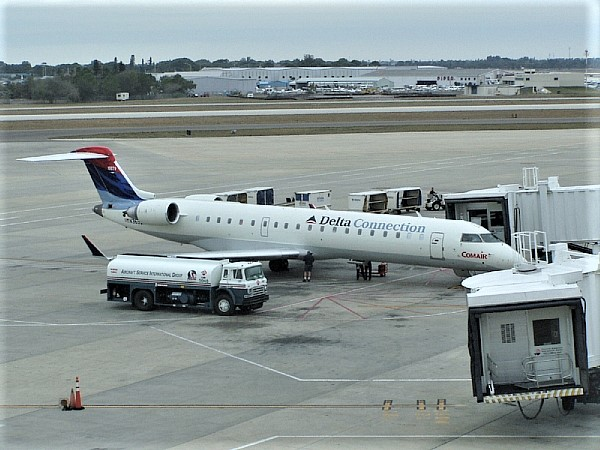
コムエアー所有 CRJ-700 サラソタ・ブラデントン国際空港にて

## 事件・事故
- 1979年10月8日:コムエアー444便 パイパー PA-31
  - シンシナティ・ノーザンケンタッキー国際空港からの離陸直後に墜落。
  - 乗客7名・乗員1名全員死亡。
- 1997年1月9日:コムエアー3272便 エンブラエル EMB 120
  - デトロイト・メトロポリタン・ウェイン・カウンティ空港への着陸中に墜落。
  - 乗客26名・乗員3名全員死亡。

- 2001年3月19日:コムエアー5054便 エンブラエル EMB 120
  - ナッソー国際空港からオーランド国際空港へ巡航中に氷結の影響で急降下。ウェストパームビーチ空港に緊急着陸。
  - 乗客25名・乗員2名全員無事。
- 2006年8月27日:コムエアー5191便　ボンバルディア CRJ-100ER
  - ブルーグラス空港から離陸中に墜落。
  - 日本人2名を含む乗客47名全員と乗員2名が死亡。